# 48–54 Miller Street

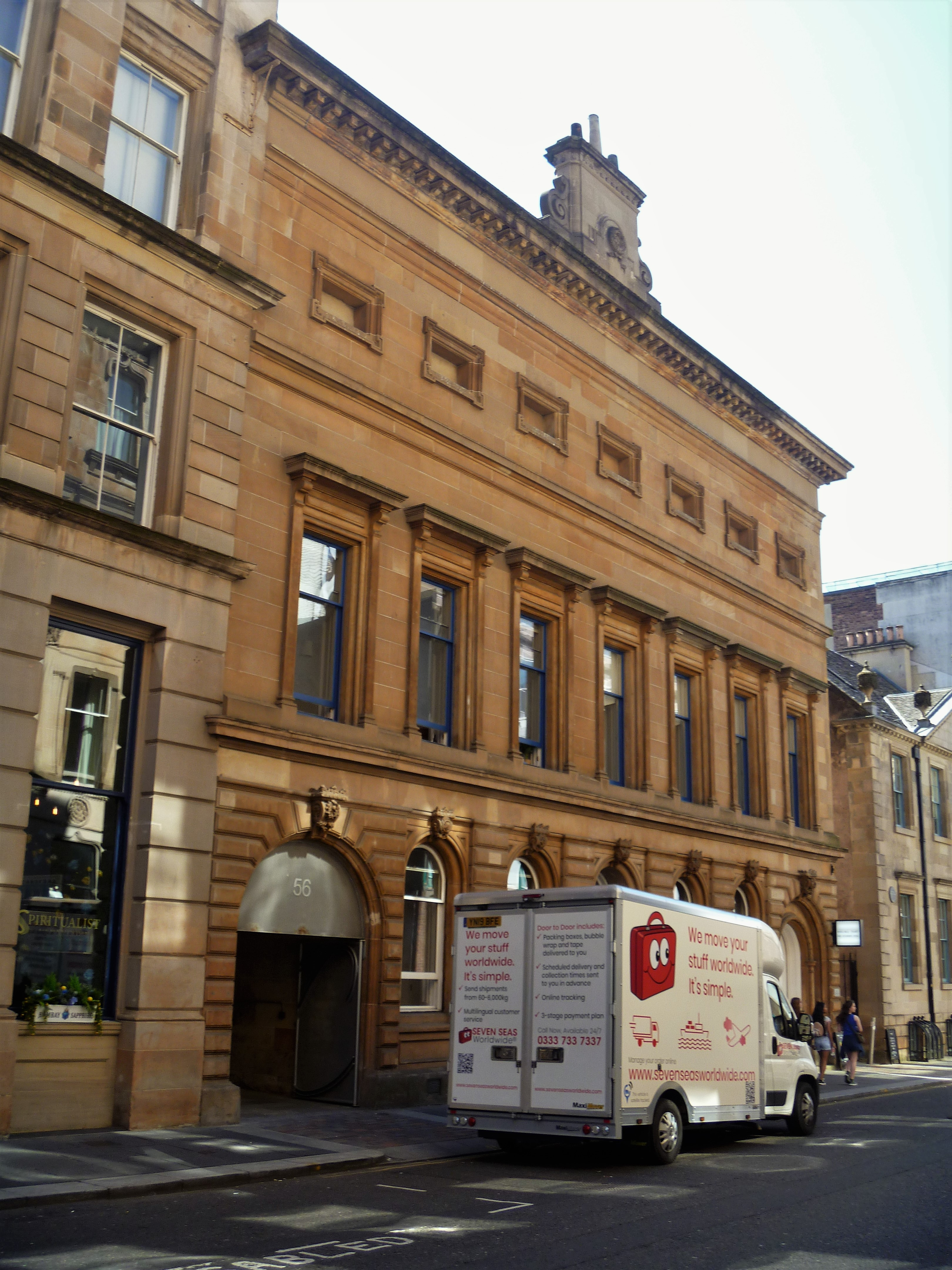
48–54 Miller Street

Unter der Adresse 48–54 Miller Street in der schottischen Stadt Glasgow befindet sich ein Geschäftsgebäude. 1970 wurde das Bauwerk als Einzeldenkmal in die schottischen Denkmallisten in der höchsten Denkmalkategorie A aufgenommen.

## Geschichte
Das Gebäude wurde zwischen 1863 und 1865 erbaut. Für den Entwurf zeichnet der schottische Architekt James Smith verantwortlich. Nach Smiths Tod führte das Architekturbüro Melvin & Leiper die Arbeiten fort. Ursprünglich beheimatete das Gebäude die Stirling’s Library, welche jedoch umzog und heute in der Gallery of Modern Art untergebracht ist. 48–54 Miller Street wird heute als Geschäftsgebäude genutzt.

## Beschreibung
Das Gebäude befindet sich an der Miller Street im südlichen Glasgower Stadtzentrum. Daneben steht das Tobacco Merchant’s House und schräg gegenüber das Ensemble 61–63 Miller Street. Der dreistöckige Neorenaissancebau ist im Stile der italienischen Renaissance-Architektur ausgestaltet. Seine westexponierte Hauptfassade ist sieben Achsen weit. Die Rundbogenfenster des Erdgeschosses mit ihren aufwändig ornamentierten Schlusssteinen sind pilastriert. Mittig ist das Eingangsportal eingelassen, während an beiden Außenseiten rundbogige Durchgänge auf den Innenhof führen. Gesimse gliedern die Fassade horizontal. Die Fenster des ersten Obergeschosses sind schlicht bekrönt. Das abschließende Kranzgesims ruht auf ornamentierten Konsolen.